# 19 Herculis
19 Herculis är en gul jätte i Herkules stjärnbild.
Stjärnan har visuell magnitud +6,69 och kräver fältkikare för att kunna observeras. Den befinner sig på ett avstånd av ungefär 440 ljusår.